# Jubilejny (obwód homelski)
Jubilejny (biał. Юбілейны; ros. Юбилейный, Jubilejnyj) – osiedle na Białorusi, w obwodzie homelskim, w rejonie homelskim, w sielsowiecie Ułukauje. Od północy graniczy z Homlem.
Jubilejny położony jest pomiędzy linią kolejową Zakapyccie – Homel a drogą magistralną M10. Większość budynków mieszkalnych znajdujących się na terenie osiedla to bloki wielorodzinne.